# Glutation amid reduktaza
Glutation amid reduktaza (EC 1.8.1.16, GAR) je enzim sa sistematskim imenom glutation amid:NAD+ oksidoreduktaza. Ovaj enzim katalizuje sledeću hemijsku reakciju
2 glutation amid + NAD+ {\displaystyle \rightleftharpoons } glutation amid disulfid + NADH + H+
Ovaj enzim je dimerni flavoprotein (FAD). On obnavlja glutation amid disulfid, koji se formira tokom redukcije peroksida enzimom EC 1.11.1.17 (glutation amid-zavisnom peroksidazom), nazad u glutationski amid (on katalizuje reakciju reverznom smeru od prikazanog).

## Literatura
- Nicholas C. Price; Lewis Stevens (1999). Fundamentals of Enzymology: The Cell and Molecular Biology of Catalytic Proteins (Third изд.). USA: Oxford University Press. ISBN 019850229X.
- Eric J. Toone (2006). Advances in Enzymology and Related Areas of Molecular Biology, Protein Evolution (Volume 75 изд.). Wiley-Interscience. ISBN 0471205036.
- Branden C; Tooze J. Introduction to Protein Structure. New York, NY: Garland Publishing. ISBN 0-8153-2305-0.
- Irwin H. Segel. Enzyme Kinetics: Behavior and Analysis of Rapid Equilibrium and Steady-State Enzyme Systems (Book 44 изд.). Wiley Classics Library. ISBN 0471303097.

## Spoljašnje veze
- Glutathione+amide+reductase на 